# 長谷川なぁみ
長谷川 なぁみ（はせがわ なぁみ、1988年12月24日 - ）は、日本のAV女優。
趣味:ボード

## 略歴
2007年にAVデビュー。

## 作品
2007年
- TOY 最新玩具でイカさせて… 長谷川なあみ（1月17日、T&Communication's）
- ERO-（e）レイプ（2月16日、TMA）
- 女子校生限定!中出しアリの!腰フリダンス甲痴園! VOL.1（2月16日、ディープス）
- 109☆GIRLS 2（2月25日、kira☆kira）
- XXXXX!（ファイブエックス） 札幌完全素人編（2月23日、シャイ企画）
- 女子校生強制中出し XII（3月10日、隼エージェンシー）
- 巨乳ギャル強姦中出し3（3月19日、ミスター・インパクト）
- 人気AV女優が出会いサイトで素人くんをゲット! オモチャにしちゃうゾ… 長谷川なぁみ（4月25日、P☆MAX）
- 巨乳中出し240 13（4月12日、隼エージェンシー）
- 渋谷系ヤリコン集団ギャル（4月20日、アリスJAPAN）
- 高級ソープ嬢スーパーテクニック秘技伝授（4月20日、GLAY'z）
- 巨乳温泉コンパニオン（5月4日、V&Rプロダクツ）
- こだわりの手コキ 4時間SP 4 40人のハンドメイド（5月12日、隼エージェンシー）他39名出演
- Mugyu 6（5月13日、激弾カーニバル）
- 痴女女子校生 4時間（5月18日、メディアステーション）
- オナニー30連発! オナニスト30人のひとりエッチ（5月19日、ミスター・インパクト）他29名出演
- 巨乳LOVE VI 1445センチ!総勢16人の巨乳ギャル（6月16日、隼エージェンシー）他15名出演
- 彼女のカノジョと *21（6月29日、ゴーゴーズ）
- YOKOHAMA REAL GAL'S Mission 03（7月13日、無敵屋）
- レイプ中出し3 理不尽に中出しされた8人のギャル（7月13日、隼エージェンシー）
- 巨乳若妻中出し 第2章（7月19日、ミスター・インパクト）
- マジックミラー号 激烈ボディー逆ナンパ 横浜みなとみらい編（8月4日、ディープス）
- ガチハメ!（8月7日、桃太郎映像出版）
- フェラマニア Vol.3（8月19日、ミスター・インパクト）
- プール痴漢4（9月6日、ナチュラルハイ）オムニバス作品
- シブヤ制服GAL たっぷり中出し Special 4時間（9月14日、I.B.WORKS）
- 超極上ボディー挿入狂い（9月15日、ルビー）
- 痴女キャバクラ 2（9月15日、トップワン）
- 腋舐め（9月18日、実録出版）
- 極上手コキVol.3（9月19日、ミスター・インパクト）
- 集団痴女コギャル5 完全版（9月21日、おかず。（ケイ・エム・プロデュース））
- 東京デートスポット 可愛い素人娘と巡るエロエロデートコース（9月21日、TMクリエイト）
- 巨乳ギャルM女教師 2（9月21日、TMA）
- ねぇ、お兄ちゃん!05（10月19日、ゴーゴーズ）
- ザ・フェラチオ（10月25日、TMクリエイト）
- 巨乳痴女ピストン騎上位（11月16日、GLAY'z）
- 淫乱スタイルGALS☆集団乱交（12月25日、kira☆kira）

2008年
- イイ女だらけの新年会（1月5日、Hunter）
- 極舌 Vol.2（1月15日、ケー・トライブ）
- エロ盛りMAX!! 高級ソープ嬢VS極上ヘルス嬢 180分（1月18日、GLAY'z）
- FELLATIO FESTIVAL 8（2月1日、アイデアポケット）
- 女子校生レイプ 8（2月9日、隼エージェンシー）
- 逆ナン日本代表シコシコJAPAN散る編（2月21日、Hunter）
- 憧れの生・黒タイツスペシャル!! 4（2月25日、TMクリエイト）
- ハイスクール!巨乳組 4（3月6日、V&Rプロダクツ）
- EGG-IST 4（3月15日、テイクワン）
- 巨乳制服コギャルズ学園（3月25日、イエロー）
- 突然、GALに連続2回しゃぶられちゃった僕。（4月19日、アロマ企画）
- 手コキでベロちゅ〜 2（4月19日、イエロー）
- 官能小説朗読オナニ〜 2（5月19日、イエロー）
- 学園生活の中の乳房揉み（6月13日、アロマ企画）
- kira☆kira HIGH SCHOOL GALS Vol.4（6月19日、kira☆kira）
- 巨乳中出し4時間! 2（7月19日、ミスター・インパクト）
- Sex Machine 電マレイプ（7月25日、アリーナエンターテインメント）
- FELLATIO FESTIVAL 10（8月1日、アイデアポケット）
- 巨乳コギャルズパイパン学園（11月19日、イエロー）
- 競泳水着LOVERS epi 03-04（12月2日、プレステージ）

2009年
- 尻ズリ中毒 お尻のワレメにチ○ポ挟みたいんでしょ?（2月5日、フリーダム）
- 金蹴り悶絶地獄 ゴールデンボゥル・クラッシュ（2月5日、フリーダム）
- 私は痴女 第55報告書 珍棒遊戯（2月6日、クリスタル映像）
- アナル中出し20連発!（2月19日、イエロー）オムニバス作品
- 脱ぎたてホクホクパンティー手コキ&フェラ3（2月19日、イエロー）
- 放課後の女子校生（2月27日、ケイ・エム・プロデュース）
- 皆が居るのに無理やり手コキする女（3月5日、フリーダム）
- 美少女の足裏 10（3月5日、フリーダム）
- ちんぐり返しアナル舐め手コキ2（3月19日、イエロー）
- トリプルGALの2穴生中出しハードコアFUCK（3月19日、エムズビデオグループ）
- スクール水着ローションパイズリ（4月19日、イエロー）
- 黒ストッキング足コキ（5月19日、イエロー）
- 天敵討論！ギャルVSオタク SEXすれば分かり合えるか!!（6月4日、イフリート）
- kira☆kira SPECIAL 援交☆乱交☆最高!!（6月19日、kira☆kira）

2011年
- 大好き!!ギャル巨乳!! 長谷川なぁみ（3月13日、ミスター・インパクト）